# Землянский переулок
Земля́нский переу́лок (в 1950—1993 годах — Улья́новский переу́лок, до 1950 года — Чиче́ринский переу́лок) — улица в центре Москвы в Таганском районе между Николоямской улицей и Тетеринским переулком.

## Происхождение названия
Получил название 13 мая 1993 года по старому названию части улицы Земляной вал (Садовая-Землянская улица), поблизости от которой расположен. В названии переулка восстановлена память о названии Землянка, как назывался ещё в начале XX века район перекрестка Николоямской улицы с улицей Земляной Вал. В 1950—1993 годах назывался Ульяновским переулком, так как выходил на Ульяновскую улицу (название Николоямской улицы в 1919—1992 годах); по другим данным — назван так по фамилии В. И. Ульянова (Ленина). До 1950 года — Чичеринский переулок, по фамилии одного из домовладельцев конца XVIII века из рода Чичериных.

## Описание
Землянский переулок проходит от Николоямской улицы на юг до Тетеринского переулка.

## Примечательные здания и сооружения
По нечётной стороне
- № 3 — Доходный дом (1903, архитектор Н. Н. Благовещенский)